# Günter Knye
Günter Knye (* 18. Mai 1936 in Lauscha; † 16. Februar 2024) war ein deutscher Kunstglasbläser, Glasgestalter und Glaskünstler.

## Leben
Nach dem Schulbesuch absolvierte Knye von 1958 bis 1961 eine Lehre als Kunstglasbläser. 1968 legte er die Meisterprüfung ab. Von 1970 bis 1972 absolvierte er ein externes Studium an der Fachschule für angewandte Kunst Schneeberg, das er als Glasgestalter abschloss. Ab 1971 war er in Lauscha in seiner Glaswerkstatt mit einem selbstgebauten Glasstudioofen freischaffend tätig. Seit 1972 nahm er mit seinen Werken an zahlreichen Kunstausstellungen im In- und Ausland teil, u. a. von 1972 bis 1988 an den Kunstausstellungen der DDR in Dresden.
Seine Werke sind in verschiedenen Museen ausgestellt.
Knye war von 1971 bis 1990 Mitglied des Verbands Bildender Künstler der DDR
Seine Söhne Henry Knye (* 1960) und John Zinner (* 1968) sind ebenfalls als Glaskünstler tätig.

## Werke (Auswahl)
- Fußschale (1976)[2]
- Vase (1980er Jahre; Kunstgewerbemuseum Dresden)[3]
- Kumme (1980; Kunstgewerbemuseum Dresden)[4]
- Schale (1981; Kunstgewerbemuseum Dresden)[5]
- Vase (1985; Kunstgewerbemuseum Dresden)[6]